# Cèlia Suñol i Pla
Cèlia Suñol i Pla (Barcelona, 5 de maig de 1899 – 8 de juny de 1986) fou una escriptora catalana.

## Biografia
Nascuda a Barcelona el 1899, era filla del polític Antoni Suñol i Pla i Antònia Pla i Manent. Després d'uns anys d'infància i adolescència de formació i estabilitat, les morts dels seus pares marcaren un punt d'inflexió en la seva vida. L'any 1921 emmalaltí de tuberculosi i anà a Suïssa per trobar-hi cura. Allà conegué Kaj Hansen, amb qui es casà a Dinamarca l'any 1922. Un any després tornaren junts a Catalunya, on tenen el seu fill Antoni. El 1929 morí Hansen. Posteriorment Cèlia Suñol es casà amb Joaquim Figuerola, amb qui tingué, l'any 1931, la seva filla Rosa. L'any 1932 s'incorporà com a secretària al Departament de Cultura de la Generalitat de Catalunya. El 1945 morí Joaquim Figuerola. Dos anys després, guanyà el Premi Joanot Martorell, actual Premi Sant Jordi, amb la seva novel·la Primera part. El 1950 publicà L'home de les fires i altres contes. Als seixanta-cinc anys perdé la vista. Cèlia Suñol morí el 1986 a l'edat de 87 anys.

## Obra publicada
- 1947 — Primera part, Barcelona, Aymà. Reeditada per Adesiara editorial, Martorell, el 2014, amb els fragments censurats pel franquisme.[4]
- 1950 — L'home de les fires i altres contes, Barcelona, Selecta.
- 2016 — El bar / El Nadal de Pablo Nogales, Adesiara editorial, Martorell.

## Premis i reconeixements
- Premi Joanot Martorell de novel·la 1947 per Primera part.